# Nuclear Medicine Communications
Nuclear Medicine Communications (abbreviato Nucl. Med. Commun.) è una rivista ufficiale della British Nuclear Medicine Society con sede a Nottingham, nel Regno Unito. La rivista pubblica studi basati sulla diagnostica per immagini con radionuclidi per la ricerca di base, preclinica e clinica. Le aree di interesse includono: radiochimica, radiofarmacia, radiobiologia, radiofarmacologia, fisica medica, informatica e ingegneria, nonché professioni tecniche e infermieristiche coinvolte nella fornitura di servizi di medicina nucleare.
Nucl. Med. Commun. ha ricevuto un fattore di impatto pari a 1,3, collocandosi nel terzo quartile tra le riviste di radiologia, medicina nucleare e imaging medico. Al 2025 l'indice H è pari a 80.
La rivista pubblica 12 numeri all'anno, consentendo la pubblicazione di manoscritti scientifici senza alcun costo per gli autori. Per l'accesso aperto, agli autori è richiesto di pagare una quota di pubblicazione degli articoli accettati.
Il primo numero è stato dato alle stampe nel marzo 1980. Il sito web è gestito da Riverwoods, nell'Illinois. Il caporedattore è il professor Jamshed Bmanji, che lavora presso l'University College Hospital di Londra.